# Dirphya major
Dirphya major là một loài bọ cánh cứng trong họ Cerambycidae.